# Сіагрій
Афраній Сіагрій (лат. Afranius Syagrius, 430 — 487) — останній впливовий римський полководець, а також останній римський намісник у Північній Галлії (Суассонській області) (бл. 465-486). Саме після його загибелі можна говорити про повний крах римської державності в Західній Європі.

## Біографія
Сіагрій був родом з гало-римської сенаторської сім'ї Афраніїв Сіагріїв.  Батько Сіагрія Егідій був полководцем та останнім мав чин magister militum у Галлії — встановив у Північній Галлії в 456/457-465 роках своє панування. Сіагрій успадкував область між Луарою та Сеною зі столицею в Суассоні та утримував її до 486 року, коли франкський король Хлодвіг I розбив його під Суассоном. Після чого Сіагрій втік до Тулузи до вестготів, але їхній король Аларіх II видав його Хлодвігу, який і стратив Сіагрія в 487 році.

## Роль в історії Західної Європи
Той факт, що саме Сіагрію, а не, наприклад, іншому італійському або іберійському полководцю вдалося так довго протриматися у своєму регіоні — в Північній Галлії, не найбільш романізованій провінції, підтверджує факт зміщення політичного і культурного центру Європи все далі на північ в силу цілого ряду політичних, кліматичних, економічних і культурних аспектів. Разом з тим, його тривале правління, все ж таки, сприятливо позначилося на спадкоємності гало-римських традицій у цьому регіоні Європи, незважаючи на хвилю Великого переселення народів.